# Conjecture de Restivo
Pour les articles homonymes, voir Restivo.
La conjecture de Restivo est une assertion de la théorie des codes due à Antonio Restivo en 1981. Son  énoncé original a été contredit en 2010 , cependant des versions plus faibles demeurent aujourd'hui ouvertes.

## Énoncé
On se donne un alphabet fini Σ et un ensemble de mots sur cet alphabet {\displaystyle S\subseteq \Sigma ^{*}}.
L'ensemble des facteurs de S, noté Fact(S), est l'ensemble suivant :
{\displaystyle Fact(S)=\{w\in \Sigma ^{*}|\exists u,v\in \Sigma ^{*},uwv\in S^{*}\}}
Un mot {\displaystyle m\in \Sigma ^{*}} est dit incomplétable pour un ensemble {\displaystyle M\subseteq \Sigma ^{*}}si {\displaystyle m\in \Sigma ^{*}\backslash Fact(M^{*})}. Autrement dit, si l'on considère une suite finie de mots de {\displaystyle M}, alors {\displaystyle m} n'apparaîtra jamais comme facteur de la concaténation de ces mots.
On note {\displaystyle l(M)=\max _{w\in M}|w|} la longueur maximale d'un mot de {\displaystyle M} et {\displaystyle sl(M)=\sum _{m\in M}|m|} la somme des longueurs des mots de {\displaystyle M}.  
On peut remarquer que {\displaystyle M\subseteq \Sigma ^{\leq l(M)}} donc {\displaystyle |M|\leq |\Sigma ^{\leq l(m)}|={\frac {|\Sigma |^{l(M)+1}-1}{|\Sigma |-1}}=O(|\Sigma |^{l(M)})} et  {\displaystyle sl(M)\leq \sum _{m\in M}l(M)=|M|l(M)=O(l(M)|\Sigma |^{l(M)})}.
En 1981 Restivo conjecture que tout ensemble {\displaystyle M} ayant un mot incomplétable en a, en particulier, un de longueur au plus {\displaystyle 2l(M)^{2}} et que de plus ce mot est de la forme {\displaystyle m_{1}um_{2}u...m_{l(M)-1}u} où {\displaystyle u} est un mot de longueur {\displaystyle l(M)} n'appartenant pas à {\displaystyle M} et les {\displaystyle m_{i}} sont des mots de longueur au plus {\displaystyle l(M)}. Ceci est vrai dans le cas où {\displaystyle M=\Sigma ^{k}\backslash \{w\}} avec {\displaystyle w} de longueur {\displaystyle k}, mais pas en général.

## Énoncés plus faibles
On ne sait pas si la longueur du plus petit mot incomplétable de {\displaystyle M} est polynomiale en {\displaystyle l(M)}, ni même si elle est polynomiale en {\displaystyle sl(M)}.
On dit que {\displaystyle M} est un code si pour tous {\displaystyle u_{1},...,u_{n},v_{1},...,v_{m}\in M}, si {\displaystyle u_{1}...u_{n}=v_{1}...v_{m}}alors {\displaystyle n=m} et pour tout {\displaystyle 0<i\leq n}, {\displaystyle u_{i}=v_{i}}.
Dans ce cas on ne sait pas si la longueur du plus petit mot incomplétable est polynomiale en {\displaystyle l(M)}.